# Aliyah Boston
Aliyah Alisa Boston (Saint Thomas, 11 dicembre 2001) è una cestista statunitense.

## Carriera
È stata selezionata dalle Indiana Fever al primo giro del Draft WNBA 2023 (1ª scelta assoluta).

### Nazionale
Con la nazionale statunitense ha disputato i Campionati americani del 2021, conclusi con la vittoria del torneo.

## Statistiche

### College
| Anno       | Squadra        | PG  | PT  | MP   | TC%  | 3P%  | TL%  | RP   | AP  | PRP | SP  | PP   |
| ---------- | -------------- | --- | --- | ---- | ---- | ---- | ---- | ---- | --- | --- | --- | ---- |
| 2019-2020  | S.C. Gamecocks | 33  | 33  | 23,8 | 60,8 | 16,7 | 73,8 | 9,4  | 1,0 | 1,3 | 2,6 | 12,5 |
| 2020-2021  | S.C. Gamecocks | 31  | 31  | 30,4 | 48,5 | 26,5 | 76,4 | 11,5 | 1,6 | 1,2 | 2,6 | 13,7 |
| 2021-2022† | S.C. Gamecocks | 37  | 37  | 28,5 | 54,2 | 29,2 | 77,1 | 12,5 | 2,0 | 1,2 | 2,4 | 16,8 |
| 2022-2023  | S.C. Gamecocks | 37  | 37  | 26,2 | 55,9 | 10,5 | 75,3 | 9,8  | 1,9 | 0,5 | 2,0 | 13,0 |
| Carriera   | Carriera       | 138 | 138 | 27,2 | 54,6 | 24,2 | 75,9 | 10,8 | 1,7 | 1,0 | 2,4 | 14,1 |

### WNBA

#### Regular Season
| Anno     | Squadra       | PG | PT | MP   | TC%  | 3P%  | TL%  | RP  | AP  | PRP | SP  | PP   |
| -------- | ------------- | -- | -- | ---- | ---- | ---- | ---- | --- | --- | --- | --- | ---- |
| 2023     | Indiana Fever | 40 | 40 | 31,2 | 57,8 | 40,0 | 74,5 | 8,4 | 2,2 | 1,3 | 1,3 | 14,5 |
| 2024     | Indiana Fever | 40 | 40 | 30,9 | 52,9 | 26,9 | 73,6 | 8,9 | 3,2 | 0,9 | 1,2 | 14,0 |
| Carriera | Carriera      | 80 | 80 | 31,1 | 55,2 | 30,6 | 74,1 | 8,6 | 2,7 | 1,1 | 1,2 | 14,2 |

#### Playoffs
| Anno     | Squadra       | PG | PT | MP   | TC%  | 3P% | TL%  | RP   | AP  | PRP | SP  | PP   |
| -------- | ------------- | -- | -- | ---- | ---- | --- | ---- | ---- | --- | --- | --- | ---- |
| 2024     | Indiana Fever | 2  | 2  | 32,5 | 57,7 | -   | 75,0 | 15,0 | 3,0 | 0,5 | 2,0 | 16,5 |
| Carriera | Carriera      | 2  | 2  | 32,5 | 57,7 | -   | 75,0 | 15,0 | 3,0 | 0,5 | 2,0 | 16,5 |

## Palmarès
- Naismith Defensive Player of the Year (2022, 2023)
- Campionato NCAA: 1

South Carolina: 2022
- NCAA Basketball Tournament Most Outstanding Player (2022)
- WNBA Rookie of the Year (2023)
- WNBA All-Rookie First Team (2023)
- Migliore nella percentuale di tiro WNBA (2023)